# Musicograma
Un musicograma és una anàlisi per escrit de l'estructura d'una cançó o d'una simfonia. Es pot fer simple (posant si la cançó té intro o no, apuntant quan comencen les estrofes i la tornada i posant si té coda) o es pot fer més extensa (apuntant, per exemple, si en un moment donat només se sent el cantant i no hi ha música). Sobretot, ha d'incloure informació sobre instrumentació, dinàmiques i processos harmònics.
Dit d'una altra manera, és una partitura no convencional en pro d'una audició activa, participativa i inclòs interactiva, molt útil a la didàctica musical primària.
Aquest concepte ha sigut creat pel pedagog belga Jos Wuytack a principis de 1970 per ensenyar a escoltar música clàssica a nens i joves sense coneixements musicals. És un dels mitjans per treballar les audicions de forma activa que més s'ha expandit en els últims temps. Va patir un creixement exponencial a Espanya a partir de la dècada dels 90, quan la LOGSE va generar un espai per al musical. Wuytack va desenvolupar un mètode d'audició activa sobre la idea que l'alumne pot no ser capaç de llegir una partitura, però pot comprendre perfectament la seva estructura, els instruments que van sonant, etc. Es tracta d'apropar la música a tot tipus d'alumnat i que tots participin, gaudeixin i arribin a comprendre-la.

## Ús en l'educació musical
Les audicions són part important, per no dir imprescindible, de les classes de música i contribueixen tant al gaudi de la música com al seu aprenentatge. Facilitar la comprensió musical emprant elements visuals, dibuixos i/o esquemes, és un tema que sempre ha interessat als pedagogs i professors de música.
Per fer un musicograma en una aula de música, el docent hauria realitzar-ho comptant amb la col·laboració de l'alumne/a. L'important del musicograma com a recurs educatiu és que és assequible a qualsevol nivell i que amb una mateixa audició podem crear diferents musicogrames per enfocar-los al tema musical i nivell que més ens interessi. A més, és un gran recurs que dona l'oportunitat a l'alumne de crear els seus propis dibuixos sobre la base dels elements musicals d'una audició i participar de manera activa en la realització d'aquest instrument d'aprenentatge.